# Kanton Le Poiré-sur-Vie
Kanton Le Poiré-sur-Vie (fr. Canton du Poiré-sur-Vie) je francouzský kanton v departementu Vendée v regionu Pays de la Loire. Tvoří ho osm obcí.

## Obce kantonu
- Aizenay
- Beaufou
- Belleville-sur-Vie
- La Génétouze
- Les Lucs-sur-Boulogne
- Le Poiré-sur-Vie
- Saint-Denis-la-Chevasse
- Saligny